# Élections municipales béninoises de 2015
Les élections municipales béninoises de 2015 se déroulent le 28 juin 2015 au Bénin. Initialement prévues pour 2013, elles sont reportées de deux ans en raison du retard dans l’actualisation de la Liste électorale permanente informatisée, puis du 31 mai au 28 juin pour des raisons logistiques.
Ces élections locales ont permis d'élire les conseillers municipaux et communaux ainsi que les conseillers de villages et de quartiers dans les villes, pour un total de 77 communes dont les conseils sont situés au même niveau de décentralisation. Organisées deux mois après les législatives et huit mois avant le premier tour de la présidentielle, ce scrutin de proximité fait alors office de test pour les principaux partis béninois et leurs dirigeants.
Le taux de participation atteint 56,95 % au niveau national. Considéré comme en perte de vitesse depuis la perte de sa majorité absolue aux législatives, le parti "Les Forces cauris pour un Bénin émergent" (FCBE) du président Thomas Boni Yayi provoque la surprise en démentant les pronostics d'une nouvelle défaite. Le FCBE arrive ainsi en première place au niveau national avec 493 sièges de conseillers communaux, suivi de l'alliance de l’opposition "l’Union fait la nation" (205 sièges) et du Parti du renouveau démocratique (PRD, 132 sièges) d’Adrien Houngbédji, alors président de l’Assemblée nationale .
Bien que moins présent dans les grandes villes du sud du pays, le FCBE confirme sa présence en milieu rural et dans son fief électoral du Nord.